# Þorgeir Hávarðsson
Þorgeir Hávarðsson (Thorgeir Havardhsson, 978 - 1024) fue un vikingo de Garðar á Akranesi, Borgarfjörður, Jökulskelda, en la costa oriental de Mjóvafjörður en Islandia. Aparece como personaje histórico de la saga de los Fóstbrœðra junto a su hermano de sangre, escaldo y vikingo Þormóður Kolbrúnarskáld, ambos acordaron que «aquel que sobreviviera, vengaría la muerte del otro». Era hijo de Havarr Einarsson.
Þorgeir era un guerrero excepcional, pero a diferencia de su hermano mataba por bagatelas y por deporte. Era audaz y de poderoso corazón, estatura media y de negro cabello rizado. Fue miembro del hird del rey Olaf II el Santo.
La saga menciona que juró venganza por la muerte de su padre en manos de un vikingo llamado Jöðurr Klængsson, y que finalmente cumplió. Murió luchando en su propia nave, en una bahía llamada Hraunhöfn, pero antes acabaría con catorce de sus atacantes en una violenta batalla. Al ser derrotado, su cadáver fue decapitado por un vikingo llamado Þórarinn ofsi. En la versión de la saga de los Fóstbrœðra conservada en Hauksbók sus enemigos le arrancan el corazón curiosos por conocer como era ese órgano en el cuerpo de un guerrero tan excepcional, sorprendiéndose que fuera «tan pequeño». 
Þormóður y Þorgeir también aparecen como personajes secundarios en la saga de Grettir.